# На защиту Ленинграда
«На защиту Ленинграда» — ежедневная газета Ленинградской армии народного ополчения, выходившая в июле-октябре 1941 года.

## История
Первый номер газеты вышел 6 июля 1941 года. На страницах издания публиковались сообщения с фронта, рекомендации по укреплению боеспособности и обучению ополченцев (в том числе памятки для бойцов), городская хроника. Тираж газеты составлял 30 тыс. экземпляров. Практически в каждом номере можно найти стихи и рассказы, написанные ополченцами, а также исторические очерки. В настоящий момент практически весь комплект газеты (всего было выпущено 79 номеров) оцифрован Российской национальной библиотекой.

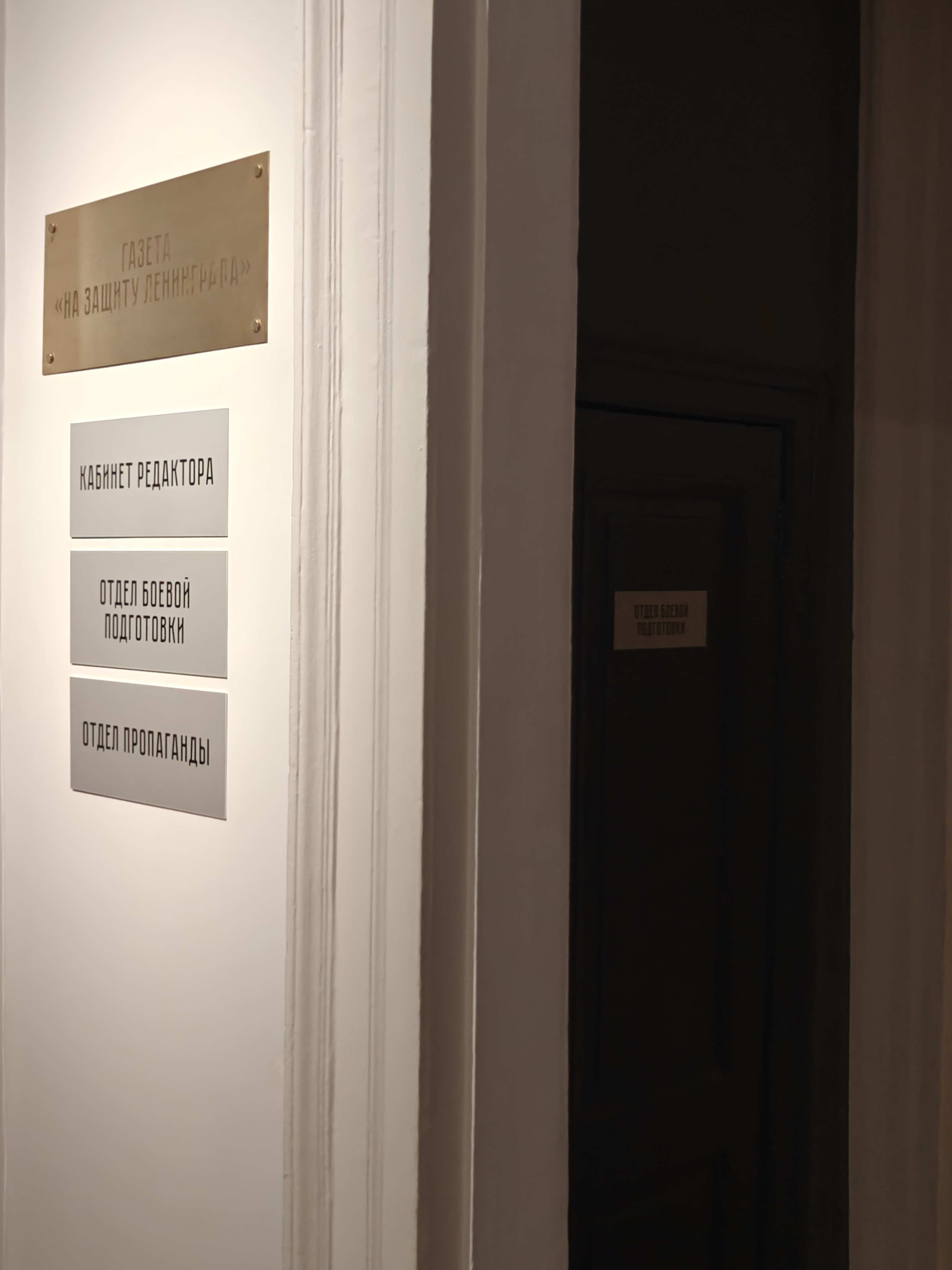
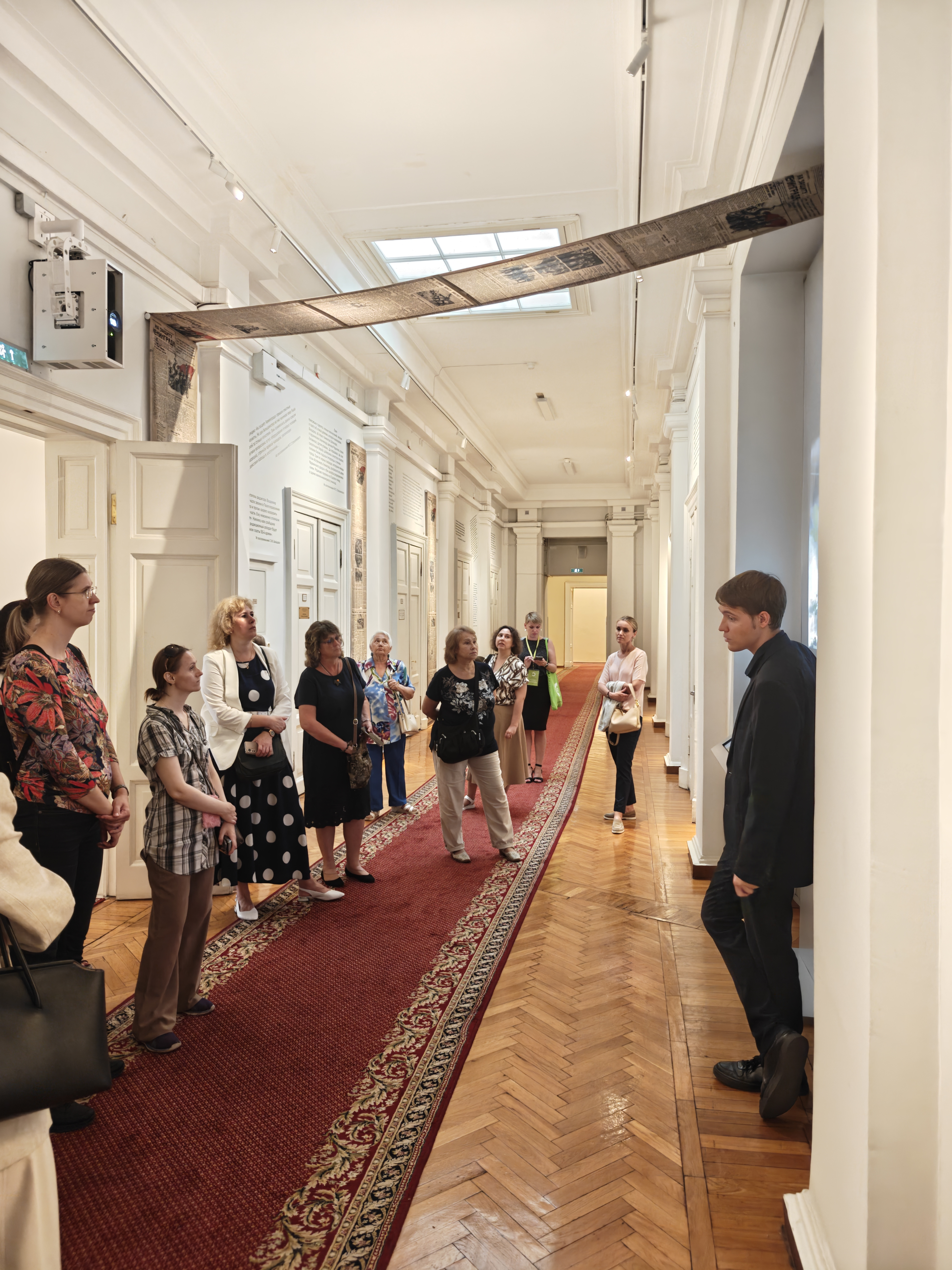
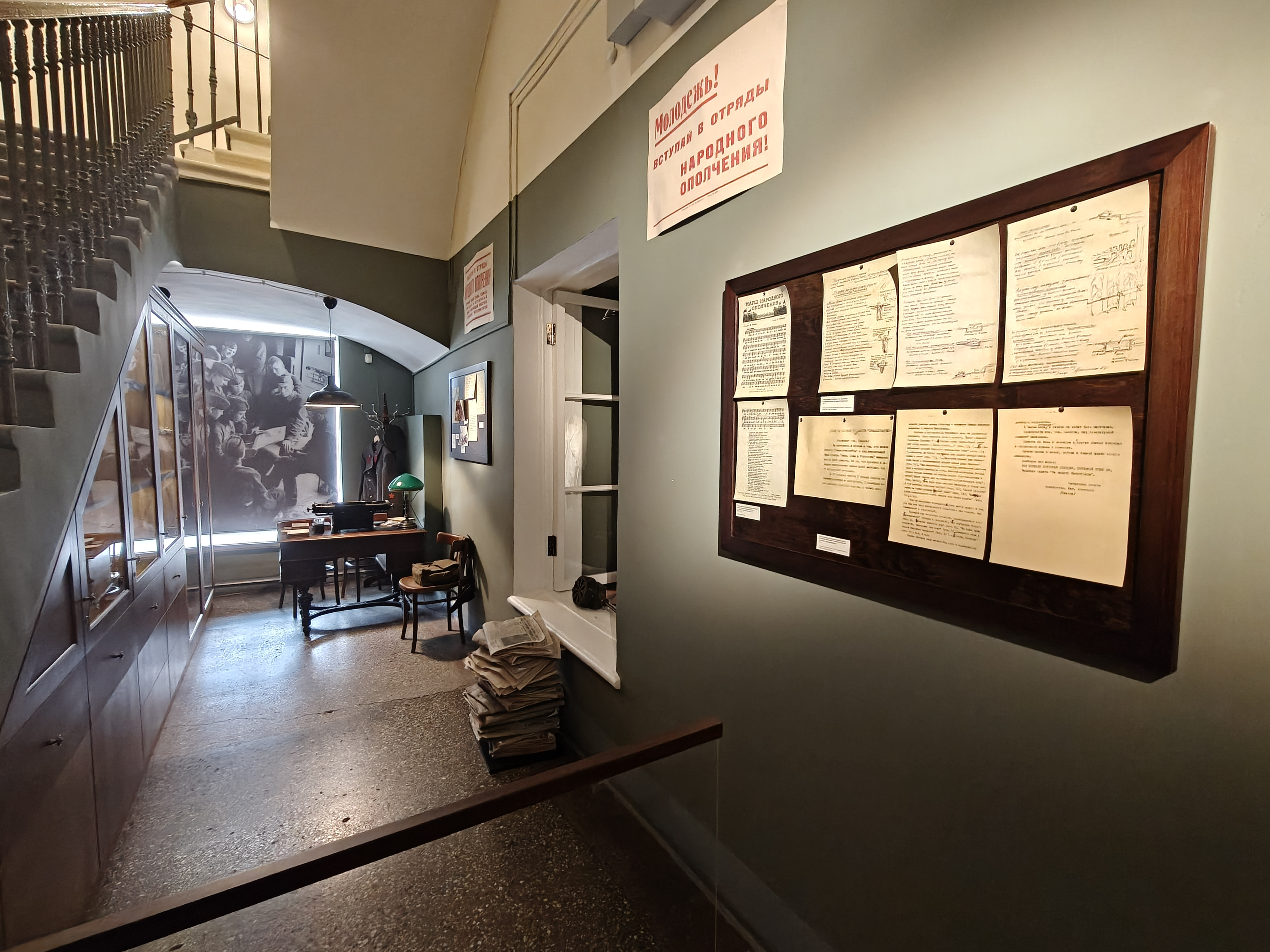